# Braone
Braone är en ort och kommun i provinsen Brescia i regionen Lombardiet i Italien. Kommunen hade 693 invånare (2018).